# 山羊胡

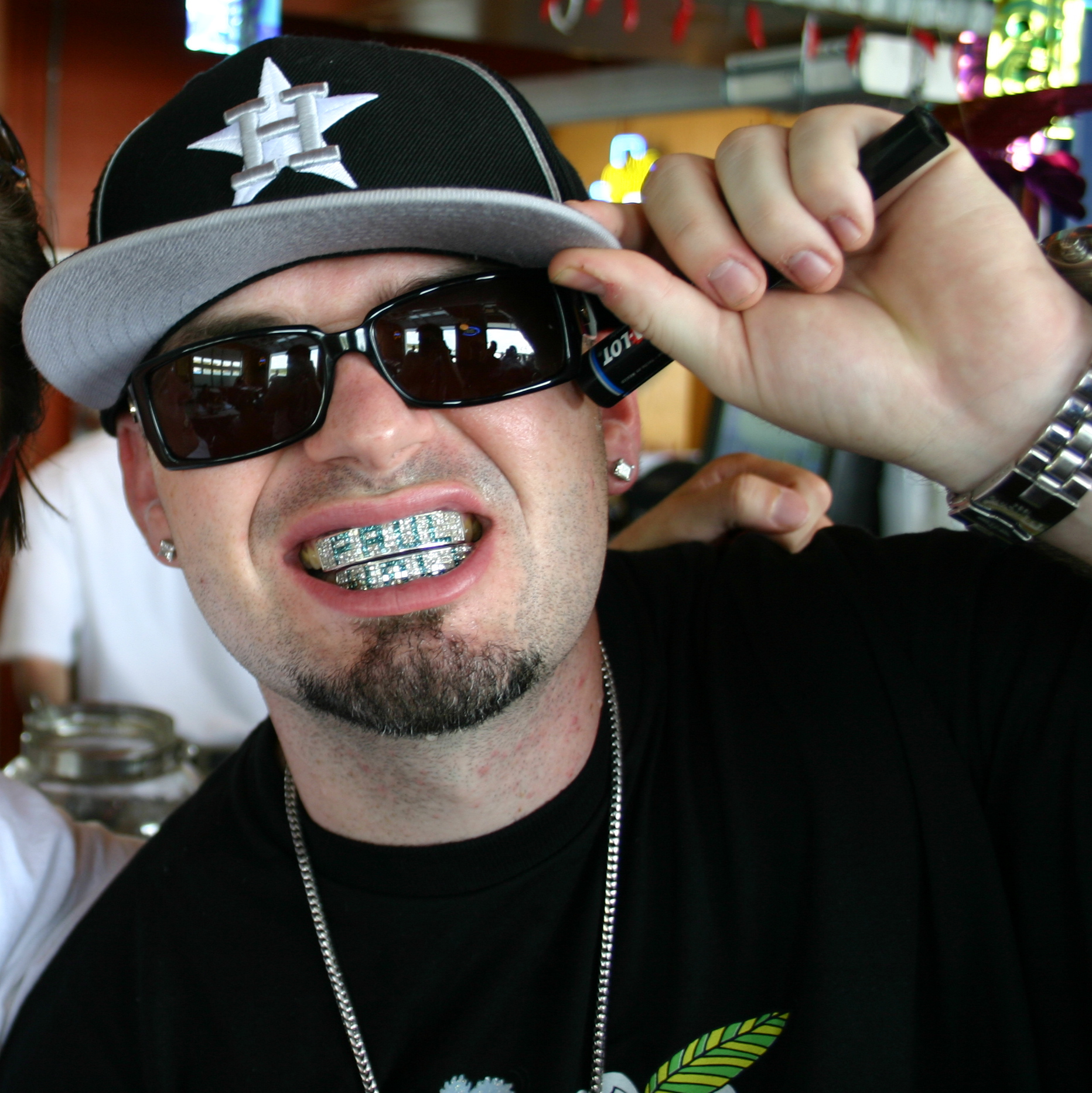
保罗·沃尔的山羊胡

山羊胡是一种常見的鬍鬚，留山羊鬍的人一般只在下巴附近留有鬍鬚，而脸颊上的鬍鬚全部剃光。由於此類鬍鬚和家山羊下巴上的鬍鬚很像，所以得名山羊鬍。早在古希腊和古罗马時期就有人留有山羊鬍。例如潘以及撒但就留有山羊胡 。